# 川田一輝
川田 一輝（かわた かずき、1990年5月15日 - ）は、日本のラジオDJ。別名さかなのおにいさん かわちゃん。大阪市中央区本町出身。株式会社やさしいうみ代表取締役。

## 来歴
学生時代には、西宮市にある関西学院中学部・高等部を経て、関西学院大学法学部法律学科へ在籍。高校生時代から学内のグリークラブに参加すると、大学生時代にハモネプリーグの決勝へ2度出場した。アカペラに熱中し、留年を繰り返してしまう。
その一方で、『ラストクリスマス』（フジテレビの月9ドラマ）でりょうが演じていた「サリー柴田」（ラジオDJ）に感銘を受けたことがきっかけで、サリーのようなDJになることを志望。大学卒業後、オフィスキイワードに所属。2016年にKiss FM KOBEの第1回サウンドクルー（パーソナリティ）オーディションでグランプリを獲得してからは、主に同局の番組へ出演している。2019年に結婚。
"さかなのおにいさんかわちゃん"として、さかなの生態や海の大切さを”オモロく”伝えることで、子どもの「やさしい想像力」を育てる活動もしている。作家として、５冊の本を出版。テレビ東京「シナぷしゅ」では「おさかなりしとりずかん」など人気曲を作詞/作曲/歌/イラスト制作を担当。
2024年2月所属事務所から独立し、「株式会社やさしいうみ」を設立。同社、代表取締役を務める。

## 出演

### テレビ番組
- ゆうドキッ!（奈良テレビ、2016年4月4日 - 2019年9月24日） - 月曜日（2016年度）→木曜日（2017年度）→火曜日（2018・2019年度）アシスタント
- ガッ釣り関西（テレビ大阪、2019年10月 - ） - リポーター
- BABABABA 爆釣 Fishing!（サンテレビ、2021年10月 - ）
- 朝生ワイド す・またん!（読売テレビ） - 不定期ゲスト出演

### ラジオ番組
※はインターネット配信。
- あみるのママで（ラジオ大阪、2016年4月 - 2021年） - アシスタント
- LOOPS（Kiss FM KOBE、2016年10月 - 2017年3月）
- インタビューズ・オン！（Kiss FM KOBE、2017年4月 - 2020年9月）
- アットイーズ（Kiss FM KOBE、2017年10月 - 2020年9月）
- GO!GO!フライデーショー!（ラジオ大阪、2019年12月 -2020年12月） - アシスタント
- Kiss Music Presenter スパシャン FRIDAY（Kiss FM KOBE、2020年10月 - 2021年12月）
- Kiss Music Presenter FRIDAY（Kiss FM KOBE、2022年1月 - ）
- 川田一輝 Rock Jig（ラジオ大阪、2021年1月 - 3月）
- Otaku FM（YouTube※） - ゲスト
  - Otaku FM Mini 第5回（2022年5月25日）
  - Otaku FM Anime and Chill 2 第5回（2022年9月16日）

### ゲーム
- Obey Me! シリーズ（iOS・Android） - ソロモン 役
  - Obey Me!（2020年12月9日）
  - Obey Me! Nightbringer（2023年4月12日）[8]

## 書籍
- さかなのおにいさん かわちゃん『おもしろすぎる! 海の仲間たち ツッコミたくなるおさかな図鑑』ワニブックス、2021年6月11日、192頁。ISBN 978-4847070624。
- さかなのおにいさん かわちゃん『すしぞくかん』高陵社書店、2021年12月14日、32頁。ISBN 978-4771110458。
- さかなのおにいさん かわちゃん『全国クセすご水族館図鑑』中央公論新社、2022年7月7日、128頁。ISBN 978-4-12-005547-8。
- さかなのおにいさん かわちゃん『おさかなさがしえずかん』KADOKAWA、2023年7月28日、32頁。ISBN 9784041137260。

## ディスコグラフィ

### キャラクターソング
| 発売日        | 商品名         | 歌                   | 楽曲               | 備考                                  |
| ------------- | -------------- | -------------------- | ------------------ | ------------------------------------- |
| 2022年5月25日 | Our Destiny    | ソロモン（川田一輝） | 「Our Destiny」    | ゲーム『Obey Me!』関連曲              |
| 2024年4月29日 | All the Feels  | Triworlds            | 「All the Feels」  | ゲーム『Obey Me! Nightbringer』関連曲 |
| 2024年12月7日 | Wonderful Tone | Triworlds            | 「Wonderful Tone」 | ゲーム『Obey Me! Nightbringer』関連曲 |

### ユニットメンバー
1. ↑  ディアボロ（山本拓平）、バルバトス（原田雅行）、ルーク（おかき）、シメオン（平田裕）、ソロモン（川田一輝）